# Herbert O. House
Herbert Otis House (Willoughby, 5 dicembre 1929 – Alpharetta, 2 ottobre 2013) è stato un chimico statunitense.
House fu un chimico organico che conseguì il dottorato nel 1953 dalla Università dell'Illinois sotto la guida di Reynold Fuson. Dopo il diploma, si unì ai ricercatori del Massachusetts Institute of Technology e vi rimase fino al 1970. In questo periodo fu tra gli scopritori della reazione che in seguito prenderà il nome anche da lui, la Sintesi di Corey-House. Nel 1970, dopo un periodo al MIT, si trasferì al Georgia Institute of Technology, per poi andare in pensione nel 1990. Morì il 2 ottobre del 2013 ad Alpharetta, in Georgia.
Oltre alla pubblicazione di oltre 180 articoli scientifici, House ricevette un premio dalla American Chemical Society nel 1975 e fu autore del libro di testo Modern Synthetic Reactions.